# تفاعل فون ريكتر
تفاعل فون ريكتر (بالإنجليزية: Von Richter reaction )‏ عبارة عن تفاعل كيميائي لمركبات النيترو العطرية مع سيانيد البوتاسيوم ليعطي مجموعة كربوكسيل في الموضع أورثو لمجموعة النيترو بالنسبة للمركب البادئ . سمّي التفاعل بعد فيكتور فون ريكتر .

## ميكانيكية التفاعل
ملاحظة : ميكانيكية التفاعل هذه غير مقبولة حالياً . لمعرفة الميكانيكية الصحيحة ارجع إلى Von Richter Case History نسخة محفوظة 4 يونيو 2011 على موقع واي باك مشين..

## وصلات خارجية
- Von Richter Case History نسخة محفوظة 4 يونيو 2011 على موقع واي باك مشين.